# Seriola
Seriola és un gènere de peixos que té 9 espècies reconegudes. Són peixos carnívors apreciats com a comestibles, són ideals per a l'aqüicultura. Poden pesar fins a 40 kg.
La majoria de les espècies es troben en bancs de peixos.

## Taxonomia
Actualment hi ha 9 espècies reconegudes del gènere Seriola:
- Seriola carpenteri F. J. Mather, 1971 (Guinean amberjack)
- Seriola dumerili (A. Risso, 1810) (Greater amberjack)
- Seriola fasciata (Bloch, 1793) (Lesser amberjack)
- Seriola hippos Günther, 1876 (Samson fish)
- Seriola lalandi Valenciennes, 1833 (Yellowtail amberjack)
- Seriola peruana Steindachner, 1881 (Fortune jack)
- Seriola quinqueradiata Temminck i Schlegel, 1845 (Japanese amberjack)
- Seriola rivoliana Valenciennes, 1833 (Almaco jack, highfin jack)
- Seriola zonata (Mitchill, 1815) (Banded rudderfish)